# UTC+1
 Der er for få eller ingen kildehenvisninger i denne artikel, hvilket er et problem. Du kan hjælpe ved at angive troværdige kilder til de påstande, som fremføres i artiklen.

UTC+1 eller UTC+01:00 er betegnelsen for den tidszone, hvor klokken er 1 time foran UTC.

## UTC+1 bruges som normaltid (vinter på den nordlige halvkugle)
- Albanien
- Andorra
- Belgien
- Bosnien-Hercegovina
- Danmark
- Frankrig
- Gibraltar (hører under Storbritannien)
- Holland
- Italien
- Kroatien
- Liechtenstein
- Luxembourg
- Makedonien
- Malta
- Monaco
- Montenegro
- Norge
- Polen
- Schweiz
- Serbien
- Slovakiet
- Slovenien
- Spanien (med undtagelse af De Kanariske Øer)
- Sverige
- Tjekkiet
- Tyskland
- Ungarn
- Vatikanstaten
- Østrig

## UTC+1 bruges som sommertid på den nordlige halvkugle
- Alderney
- Færøerne
- Guernsey
- Irland
- De Kanariske Øer (tilhører Spanien)
- Portugal (undtagen Azorerne)
- Storbritannien

## UTC+1 bruges året rundt
- Algeriet
- Angola
- Cameroun
- Centralafrikanske Republik
- Den Demokratiske Republik Congo (den vestlige halvdel)
- Gabon
- Marokko
- Niger
- Nigeria
- Republikken Congo
- São Tomé og Príncipe
- Tchad
- Tunesien